# Ланка, Зигурдс
Зигурдс Фридрихович Ланка (латыш. Zigurds Lanka; род. 21 мая 1960, Балдоне, Добленский уезд) — латвийский шахматист, гроссмейстер (1992), международный мастер ИКЧФ (1989). Чемпион Латвии (1993).

## Биография
Начал играть в шахматы в 6 лет. На юношеском чемпионате СССР в 1976 году занял 5-е место. Вскоре стал одним из ведущих шахматистов Прибалтики.
Тренировал Фалько Биндриха, Алексея Широва и Евгению Шмирину.
Женат на призёре чемпионатов Европы и мира по прыжкам в высоту Нине Дербине.

## Спортивные достижения

### Личные
Многократный победитель и призёр международных турниров, особенно с 1980 по 2000 годы: Пловдив (1985), Тринава (1986, 1987), Верфен (1989), Кэлимэнешти (1992), Женева, Циллерталь и Лион (1993), Каппель-ла-Гранд и Швебиш-Гмюнд (1994), Канны и Виллальба (1995), Пассау (1996), Циллерталь (1997), Оберварт (1998), Гамбург (2000) и многих других. Продолжает выступать в международных турнирах и в настоящее время.

### Командные
В составе сборной Латвии — участник многих командных турниров.
| Год  | Город    | Турнир                     | + | − | = | Ист.   |
| ---- | -------- | -------------------------- | - | - | - | ------ |
| 1979 | Москва   | Спартакиада народов СССР   | 1 | 0 | 0 | [ 20 ] |
| 1983 | Москва   | Спартакиада народов СССР   | 2 | 1 | 2 | [ 21 ] |
| 1992 | Дебрецен | Командный чемпионат Европы | 2 | 2 | 4 | [ 22 ] |
| 1992 | Манила   | 30-я олимпиада             | 5 | 1 | 4 | [ 23 ] |
| 1993 | Люцерн   | Командный чемпионат мира   | 3 | 2 | 2 | [ 24 ] |
| 1994 | Москва   | 31-я олимпиада             | 2 | 1 | 9 | [ 25 ] |
| 1997 | Пула     | Командный чемпионат Европы | 2 | 2 | 4 | [ 22 ] |
| 1999 | Батуми   | Командный чемпионат Европы | 3 | 3 | 3 | [ 22 ] |
| 2008 | Дрезден  | 37-я олимпиада             | 2 | 4 | 2 | [ 26 ] |